# Halászgyűrű
A halászgyűrű vagy  a halász gyűrűje (a latin anulus piscatoris kifejezésből), a pápa által viselt gyűrű, a pápai méltóság egyik jelvénye. Az Egyház és Krisztus, illetve a pápa és Krisztus jegyesi  kapcsolatának szimbóluma. 

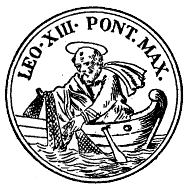
XIII. Leó pápa halászgyűrűjének rajzolata

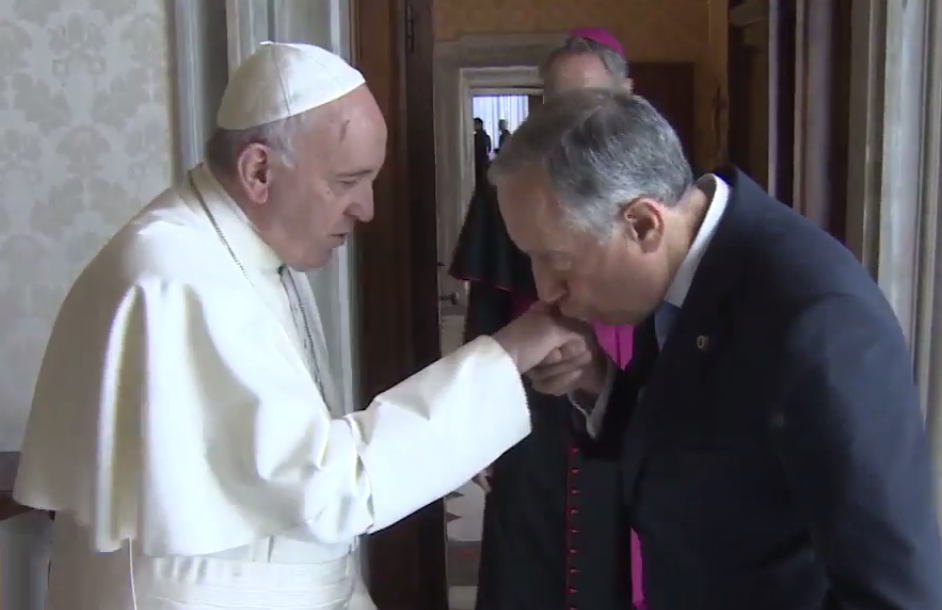
Marcelo Rebelo de Sousa portugál elnök megcsókolja Ferenc pápa gyűrűjét

A pápát a katolikus egyház Szent Péter utódjának tartja és Péter eredeti mestersége szerint halász volt.  
Az elnevezés Krisztus szavain alapszik, aki a csodálatos halfogás után Péternek azt mondta: „Ne félj, ezentúl emberhalász leszel!” (Lk 5,10).
A középkor óta hagyomány, hogy a pápával találkozó katolikusok a gyűrű megcsókolásával mutatják ki odaadásukat.

## Jellemzői
Átmérője kb 2 cm. Lenyomatán a pápa neve és Szt. Péter apostol látható, amint bevonja a halászhálót a bárkába.  A pecsétet a bíboros kamarás (camerlengo, latinul: magister camerae papalis) őrzi, és a pápának halálával eltöri. Régi szokás szerint a halászgyűrűt a pápáknak Róma városa szokta ajándékozni. A pecsét neve arra emlékeztet, hogy Péter apostolsága előtt halász volt. A pecsétet pápai brévekre vörös viaszban, bullákra ólomban szokás alkalmazni, és pedig házassági és jogi ügyekben kender-, kegyelmi ügyekben sárga- vörös selyemszalagon.
A halászgyűrűt először IV. Kelemen pápa idejében, 1265-66-ban említik, a 15. század közepétől a pápák rendszeresen használják. 1843-ig a halászgyűrűvel pecsételte le a pápa a brevéket. A pápa halálakor összetörik. Az újonnan megválasztott pápának 1978 előtt a bíboros még a konklávéban adta át. XVI. Benedek pápa a székfoglalás szentmiséjében a palliummal együtt kapta meg, 2005. április 24-én.